# 奥村徳義
奥村 徳義（おくむら のりよし/とくぎ 1793年9月22日（寛政5年8月18日） - 1862年8月20日（文久2年7月25日））は、江戸時代後期の尾張藩普請方の武士。初名、正房。号、松濤。別名、得義。

## 経歴
- 文化2年（1805年）、普請方となる。
  - 名古屋城、安土城などの研究を行った。

## 安土城復元案
- 安政5年（1858年）に安土城復元案を製作している。層塔式の7重8階又は7階、初重平面は長方形。最上部6、7重は八角堂で四方に望楼がつき、真壁造の壁に千鳥破風と唐破風の付く単純な外観である。

## 著作・参考文献
- 「金城温古録」
- 「松濤棹筆」

など。